# 布朗維爾 (新澤西州)
布朗維爾（英語：Brownville）是位於美國新澤西州米德爾塞克斯縣的普查規定居民點。

## 人口
根據2020年美國人口普查的數據，布朗維爾的面積為2.77平方千米，皆為陸地。當地共有人口2746人，而人口密度為每平方千米991.34人。